# Notre-Dame-d'Elle
Notre-Dame-d'Elle è un comune francese di 137 abitanti situato nel dipartimento della Manica nella regione della Normandia.

## Società

### Evoluzione demografica
Abitanti censiti